# Ernest Mills
Ernest „Ernie“ Mills (* 10. April 1913 in London; † 10. Oktober 1972 ebenda) war ein britischer Radrennfahrer.

## Sportliche Laufbahn
Er war Teilnehmer der Olympischen Sommerspiele 1936 in Berlin. Dort bestritt er mit dem Vierer der Großbritanniens die Mannschaftsverfolgung, sein Team mit Ernest Johnson, Charles Thomas King und Harry Hill gewann die Bronzemedaille. 
Er startete für den Verein Addiscombe CC. 1934 stellte er mit Bill Paul mehrere britische Tandemrekorde auf. 1939 fuhren beide in Mailand einen Weltrekord für Tandems, sie legten 49,991 Kilometer in der Stunde zurück. Der Rekord wurde erst im Jahr 2000 überboten.